# Alexandra Geese
Alexandra Geese, née le 1er juillet 1968 à Lippstadt, est une femme politique allemande. Membre de l'Alliance 90 / Les Verts (Die Grünen), elle est élue députée européenne en 2019.

## Biographie
Alexandra Geese est née et a grandi à Bonn. Après avoir terminé ses études d'interprète en Italie, elle a étudié les sciences politiques. À partir de 2015, elle travaille pour le Parlement européen en qualité d'interprète. 
Elle est élue députée européenne en mai 2019 et réélue en 2024.